# Santa Catharina
El Santa Catharina fue un monitor fluvial brasileño de la clase Pará construidos para la Marina brasileña durante la Guerra de la Triple Alianza a finales de la década de 1860. Cuando se terminó de construir, la guerra estaba llegando a su fin y sólo tuvo un enfrentamiento importante contra las fuerzas paraguayas en 1869. El buque fue asignado a la Flotilla de Mato Grosso después de la guerra. El Santa Catharina se hundió en sus amarras mientras era reparado en 1882.

## Hundimiento
En 1882, mientras estaba atracada para ser reparado, el Santa Catharina se hundió en sus amarras debido al mal estado de su casco. Se desconoce su destino final.